# Sören Herbst

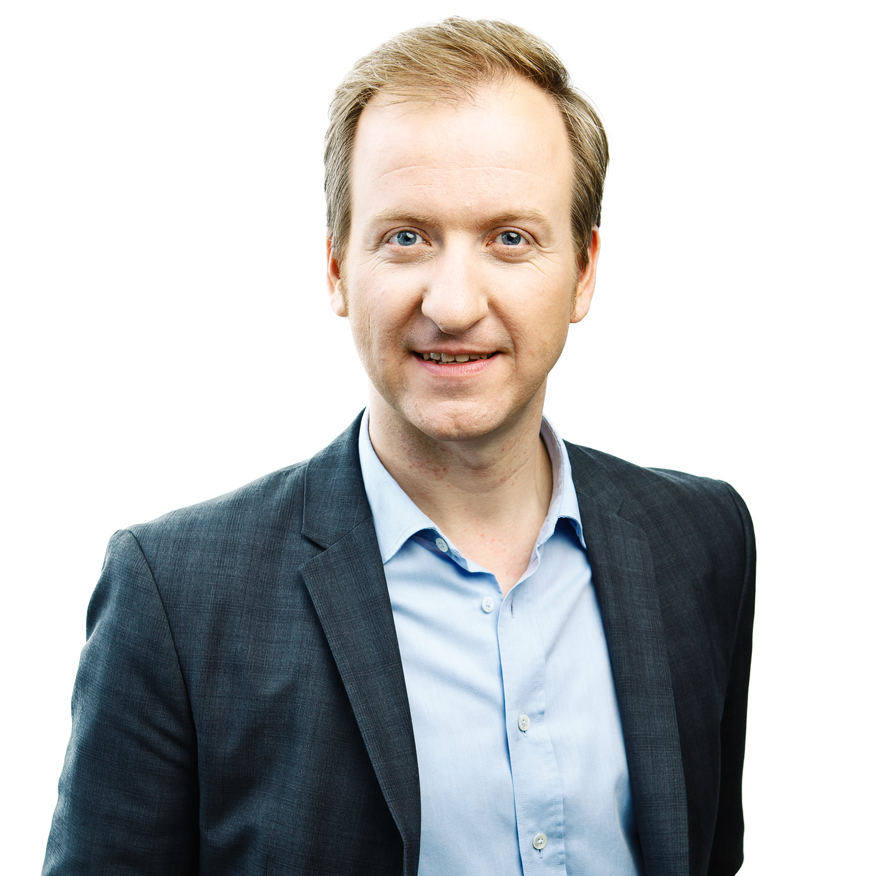
Sören Herbst (2016)

Sören Herbst (* 12. Januar 1980 in Magdeburg) ist ein deutscher Politikwissenschaftler und Politiker (Bündnis 90/Die Grünen). Er war von 2011 bis 2016 Mitglied des Landtags von Sachsen-Anhalt und dort ab 2015 stellvertretender Fraktionsvorsitzender der Landtagsfraktion von Bündnis 90/Die Grünen. Herbst war rechtspolitischer, europa-, medien- und integrationspolitischer Sprecher seiner Fraktion. Neben der internationalen Zusammenarbeit und der Europapolitik nahm die Integrationspolitik einen wichtigen Schwerpunkt seiner Abgeordnetentätigkeit ein.
Von 2016 bis 2019 war er einer der Vertreter des Landes Sachsen-Anhalt im Europäischen Ausschuss der Regionen in Brüssel. Dort widmete er sich insbesondere der Europäischen Nachbarschaftspolitik und der Stärkung der Östlichen Partnerschaft. Herbst gilt als Befürworter einer europäischen Integration ost- und südosteuropäischer Staaten, insbesondere der Ukraine. 
Herbst war 15 Jahre lang (von 2004 bis 2019) Mitglied des Stadtrates der Landeshauptstadt Magdeburg. 2015 bis 2019 war er Mitglied des MDR-Rundfunkrats.
Herbst legte das Abitur am Ökumenischen Domgymnasium Magdeburg ab. Er erlangte einen Bachelor-Abschluss in Sozialwissenschaften sowie einen Master-Abschluss in internationaler Friedens- und Konfliktforschung an der Otto-von-Guericke-Universität Magdeburg.
Herbst ist evangelisch und wuchs in einem Evangelischen Pfarrhaus auf. 

## Veröffentlichungen
- mit Michael Achhammer: Der (Asyl-) Proceß – Über die institutionelle Fremdbestimmung von Asylbewerberinnen und -bewerbern in Deutschland. In: Miriam Aced u. a. (Hrsg.): Migration, Asyl und (Post-) Migrantische Lebenswelten in Deutschland. Bestandsaufnahme und Perspektiven emigrationspolitischer Praktiken. LIT, Münster 2014.